# Belizariusz (cykl powieści)
Belizariusz (ang. Belisarius series) – cykl powieści fantasy autorstwa Davida Drake’a i Erica Flinta osadzony w alternatywnej rzeczywistości VI wieku.

## Tomy
Na cykl składa się sześć tomów:
- An Oblique Approach, 1998
- In the Heart of Darkness, 1998
- Destiny’s Shield, 1999
- Fortune's Stroke, 2000
- The Tide of Victory, 2001
- The Dance of Time, 2006

Drugie wydanie serii zostało przeredagowane i wydane jako seria trzech tomów:
- Belisarius I: Thunder at Dawn, 2008[2]
- Belisarius II: Storm at Noontide, 2009[3]
- Belisarius III: The Flames of Sunset, 2009[4]

W polskim przekładzie ukazały się nakładem wydawnictwa ISA tomy:
- Podstęp, 2004
- W sercu ciemności, 2005
- Tarcza Przeznaczenia, 2007

W 2012 roku Gdański Klub Fantastyki umieścił czwarty tom cyklu o Belizariusz wśród książek, których wydanie to stowarzyszenie planuje w ramach projektu non-profit mającego na celu dokończyć wydawanie w języku polskim cykli literackich, których wydawanie zostało zarzucone przez komercyjne wydawnictwa.

## Fabuła
Podstęp

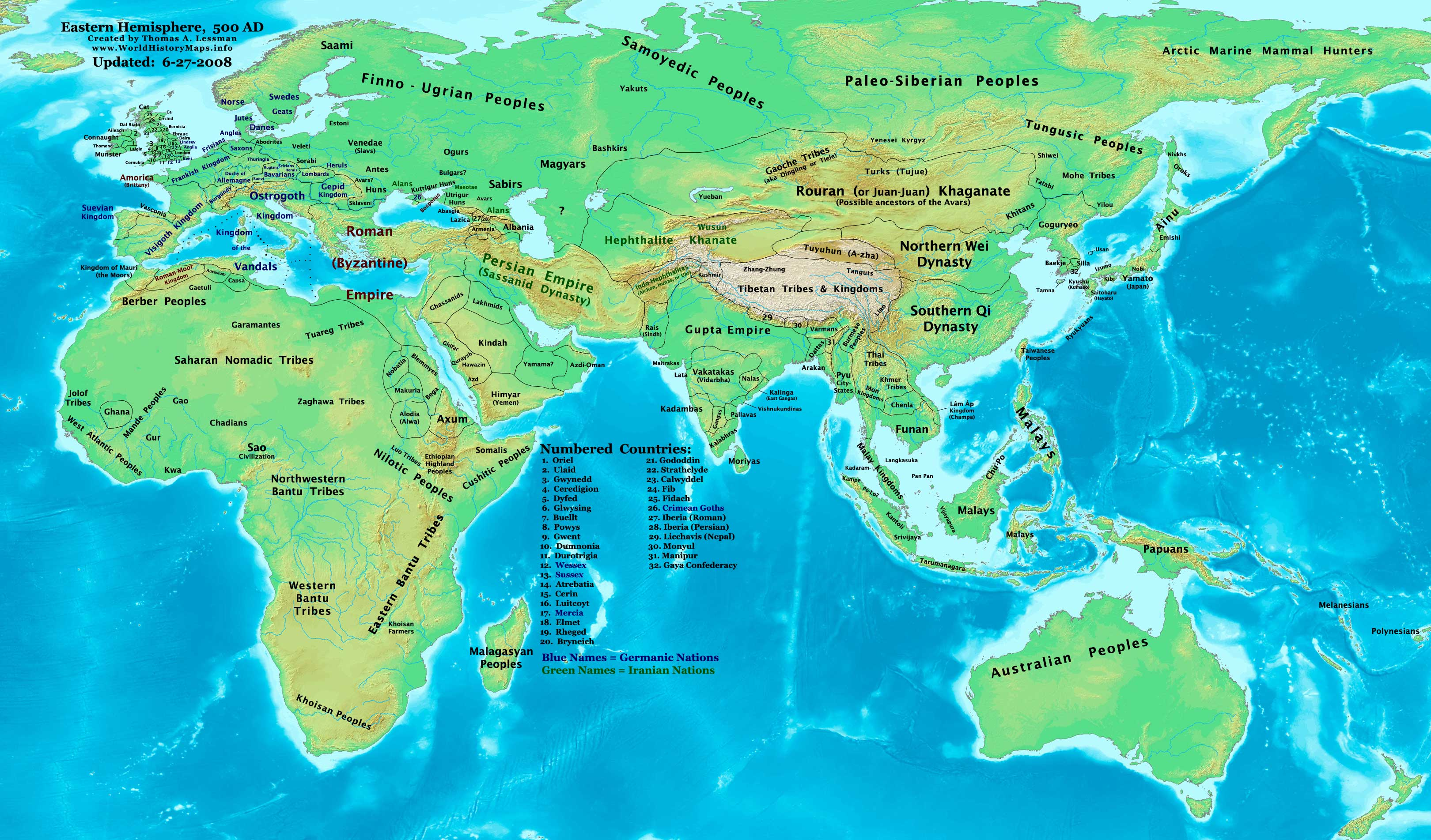
Wschodnia półkula w 500 roku n.e. – kilkadziesiąt lat przed rozpoczęciem fabuły serii

W północnych Indiach powstało Imperium Malawy, które stawia sobie za cel podbój całego świata. Kierowane przez pochodzący z przyszłości komputer wykorzystuje nieznane współczesnym techniki militarne do szybkiej ekspansji. Jedynym punktem oporu może być Cesarstwo Rzymskie i jeden z najlepszych generałów w historii – Belizariusz. Z pomocą pochodzącego z przyszłości kryształu Belizariusz zaczyna tworzyć plany wojny przeciwko Malawie. W ramach przygotowań wyrusza na wyprawę do Indii, by poznać swojego wroga.
W sercu ciemności
Belizariusz w czasie wyprawy do Indii poznaje Malawian i próbuje odkryć, co jest źródłem ich potęgi. W tym czasie w Konstantynopolu Malawianie wspierają spiskowców, którzy dążą do obalenia cesarza Justyniana i wepchnięcia Rzymu w wojnę domową.
Tarcza Przeznaczenia
Atakowana przez Malawę Persja po kilku wiekach wojen przeciw Rzymowi prosi niedawnego wroga o przymierze przeciw nowemu najeźdźcy. Belizariusz staje na czele rzymskiej ekspedycji do Persji. Antonina wyrusza na kampanię zbrojną do Egiptu i Arabii.
Fortune's Stroke
Tom przedstawia dalsze losy wojny w Persji, Belizariusz stawia zaciekły opór Malawianom w górach w środkowej Persji, a Antonina przygotowuje wyprawę do Persji drogą morską. W południowych Indiach Szakuntala zdobywa sobie terytorium i umacnia władzę, by wystąpić przeciw Malawianom.
The Tide of Victory
Tom przedstawia pierwszą część inwazji na Indie.
The Dance of Time
Tom kończący cykl.

## Odbiór
Tom drugi zrecenzowano m.in. w „Nowej Fantastyce” 2007/02.